# Avenida (stație de metrou din Lisabona)
Avenida este o stație a liniei albastre a metroului din Lisabona. Stația este situată sub bulevardul Avenida da Liberdade, la intersecția acestuia cu strada Rua Manuel de Jesus Coelho, și deservește zona adiacentă, oferind posibilitate de acces la Cinematograful São Jorge, la Teatrul Tivoli, la Parque Mayer, la Cinemateca Portuguesa și la clădirea care adăpostește sediul Fundației Oriente.

## Istoric
„Avenida”, construită la mare adâncime, este una din cele 11 stații ale rețelei originale a metroului din Lisabona, inaugurată pe 29 decembrie 1959.
Proiectul original al stației a fost conceput, în 1959, de arhitectul Falcão e Cunha, iar decorațiunile au fost executate de pictorul Rogério Ribeiro.
Pe 9 noiembrie 1982 au fost terminate lucrările de extindere a stației, pe baza unui proiect al arhitectului Sanchez Jorge, decorațiunile fiind realizate de pictorul Rogério Ribeiro. Extinderea stației a presupus prelungirea peroanelor și construirea unui nou hol de acces.
O nouă reabilitare a stației s-a încheiat pe 8 iunie 2009. Reabilitarea a fost executată după un proiect al arhitectei Ana Nascimento.

## Legături

### Autobuze orășenești

#### Carris
- 202 Cais do Sodré ⇄ Fetais (dimineața)
- 709 Campo de Ourique ⇄ Restauradores
- 711 Terreiro do Paço ⇄ Alto da Damaia
- 732 Marquês de Pombal ⇄ Caselas
- 736 Cais do Sodré ⇄ Odivelas (Bairro Dr. Lima Pimentel)[4]

#### Aerobus
- Linha 1 Aeroporto ⇄ Cais do Sodré[5]